# Tekellina minor
Tekellina minor är en spindelart som beskrevs av Marques och Buckup 1993. Tekellina minor ingår i släktet Tekellina och familjen klotspindlar. Inga underarter finns listade i Catalogue of Life.